# 24P/Шомасса
Комета Шомасса (24P/Schaumasse) — короткопериодическая комета из семейства Юпитера, которая была открыта 1 декабря 1911 года французским астрономом Александром Шомассом в обсерватории Ниццы, когда она медленно двигалась по созвездию Девы. Она была описана как диффузный объект 12,0 m звёздной величины и с комой 3 угловых минут в поперечнике. Комета обладает довольно коротким периодом обращения вокруг Солнца — чуть более 8,2 года.

Орбита кометы Шомасса и её положение в Солнечной системе
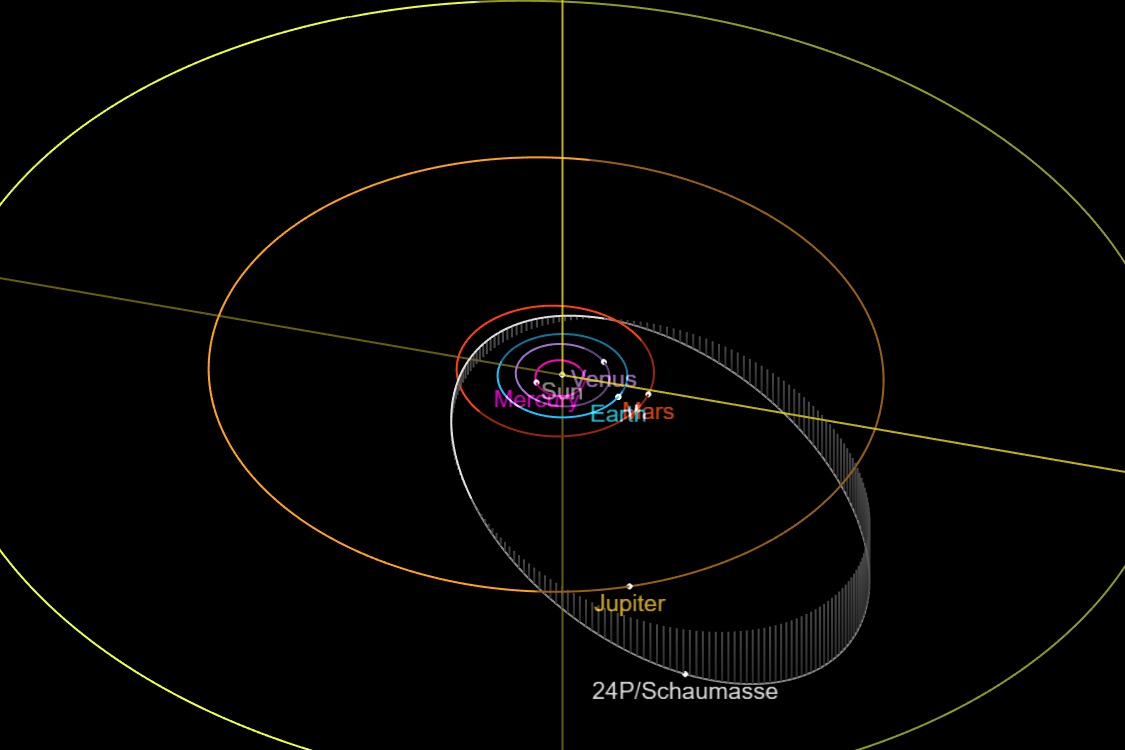

## История наблюдений
На момент открытия комета только приближалась к Земле и потому её яркость вскоре увеличилась до 11,0 m. В начале 1912 года он прошла точку перигелия и начала удаляться от Земли быстро теряя яркость. Последний раз её наблюдали 19 февраля с магнитудой 14,0 m. Примерно в это же время удалось установить, что комета движется по короткопериодической орбите с периодом в 7,1 года, который впоследствии был увеличен до 8 лет. На основании этих данных была рассчитана дата следующего возвращения кометы, которое должно было произойти в 1919 году, а 30 октября комета была восстановлена Гастоном-Жюлем Файе, достигнув максимальной яркости в 10,5 m.
Возвращение 1927 году было менее благоприятным — максимальная яркость составила всего 12,0 m, а в 1935 году комету и вовсе не удалось увидеть. Спустя два года в мае 1937 года произошло сближение кометы с Юпитером, что несколько увеличило период обращения и осложнило её поиски во время ожидаемого возвращения в 1943 году. В конце концов комета всё же была найдена астрономом Генри Ли Гикласом, но лишь 24 марта 1944 года и в 7° впереди от предсказанного места. Позже в 1960-х подобное ускорение было объяснено реактивным действием газа, вылетавшего из ядра кометы.
Возвращение 1951—1952 годов было одним из самых удачных за весь период наблюдений, тогда блеск кометы с января 1952 года до середины марта превышал 7,0 m звёздную величину, а диаметр комы достигал 20 угловых минут дуги. Возвращение 1960 года тоже было довольно благоприятным, — яркость достигла 9,5 m. Зато в 1968 и 1976 годах комета не была обнаружено вовсе, что несколько обеспокоило астрономов, заставив их подозревать, что вспышка яркости 1952 года могла быть свидетельством близкого разрушения ядра кометы. Но эти опасения не подтвердились — в ночь с 5 на 6 сентября 1984 комета была обнаружена в ожидаемом месте. Комета была хорошо видна во время возвращения 1993 и 2001 годов, когда достигала яркости в 9,0 m, но в 2009 наблюдать её не удалось из-за близости к Солнцу.

## Сближение с планетами
В XX веке комета испытала два тесных сближения с Землёй и одно с Юпитером. В XXI веке она сблизиться с Землёй ещё дважды и один раз с Юпитером. Кроме того, 22 марта 2010 года комета пролетела всего в 3 млн км от карликовой планеты Цереры.
- 0,35 а. е. от Юпитера 2 августа 1913 года;
  - уменьшение расстояния перигелия с 1,23 а. е. до 1,17 а. е.;
  - уменьшение орбитального периода с 8,01 до 7,94 лет;
- 0,37 а. е. от Юпитера 5 мая 1937 года;
  - увеличение расстояния перигелия с 1,17 а. е. до 1,20 а. е.;
  - увеличение орбитального периода с 7,94 до 8,21 года;
- 0,27 а. е. с Земли 29 января 1952 года;
- 0,98 а. е. от Юпитера 7 января 1975 года;
  - увеличение расстояния перигелия с 1,20 а. е. до 1,21 а. е.;
  - увеличение орбитального периода с 8,20 до 8,23 лет;
- 0,54 а. е. от Земли 27 января 1993 года;
- 0,60 а. е. от Земли 4 января 2026 года;
- 0,77 а. е. от Земли 19 марта 2034 года;
- 0,48 а. е. от Юпитера 16 января 2044 года;
  - увеличение расстояния перигелия с 1,19 а. е. до 1,21 а. е.;
  - увеличение орбитального периода с 8,18 до 8,36 лет.